# HD103578
HD103578 — хімічно пекулярна зоря спектрального класу A2, що має видиму зоряну величину в смузі V приблизно  5,5.
Вона  розташована на відстані близько 560,4 світлових років від Сонця.

## Фізичні характеристики
Зоря HD103578 обертається 
порівняно повільно 
навколо своєї осі. Проєкція її екваторіальної швидкості на промінь зору становить  Vsin(i)= 16км/сек.